# Parafia Ducha Świętego w Borowym Młynie
Parafia Ducha Świętego w Borowym Młynie – parafia rzymskokatolicka, znajdująca się w diecezji pelplińskiej, w dekanacie Borzyszkowy.

## Historia parafii
Parafia erygował biskup chełmiński Augustyn Rosentreter 9 grudnia 1913 r.
W 1914 r. rozpoczęto budowę kościoła.
12 czerwca 1916 r. wikariusz generalny, ks. kan. Stanisław Dzięgielewski, poświęcił kościół pw. Świętego Ducha.

## Zasięg parafii
Obszar parafii obejmuje następujące miejscowości: Bielawy, Buksewo, Bydgoszcz, Czaple, Dębowo, Jaranty, Katarzynki, Klasztor, Kobyle Góry, Łąskie Wybudowanie, Rosocha, Rucowe Lasy, Skryte, Smolne, Stary Most, Upiłka, Wieczywno, Wierzchocina, Zagwizde, Zgnity Most.

## Proboszczowie
- ks. Franciszek Perschke (1933–1964)[2]
- ks. Witold Chylewski (1964–1974)[2]
- ks. Edmund Huzarek (1974–1994)[2]
- ks. Andrzej Mienczej (1994–1999)[2]
- ks. Jacek Halman (od 1999)[2]